# Ilha de Alborão

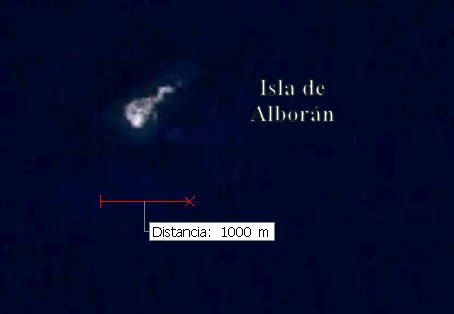
Ilha de Alborán

A Ilha de Alborão (espanhol: Isla de Alborán) é uma pequena ilha no Mar de Alborão, parte do Mar Mediterrâneo ocidental, a cerca de 55 km a norte da costa de Marrocos e 85 km a sul da província de Almeria, Espanha. É uma possessão espanhola desde 1540, e foi tomada ao pirata tunisino Al Borani na Batalha de Alborão. Alberga hoje uma pequena guarnição da Marinha Espanhola e um farol automático. A sua possessão é reclamada por Marrocos em conjunto com outros territórios insulares e continentais ao longo da costa do Mar de Alborão incluindo as Ilhas Chafarinas, Melilha, Ilhéu de Alhucemas, Ilhéu de Vélez de la Gomera e Ceuta, como parte do Grande Marrocos.
Al Borani usava a ilha como refúgio e lugar para fundear após assaltos a navios mercantes que passavam pelo Estreito de Gibraltar, e como plataforma de ataque contra as costas de Almeria.

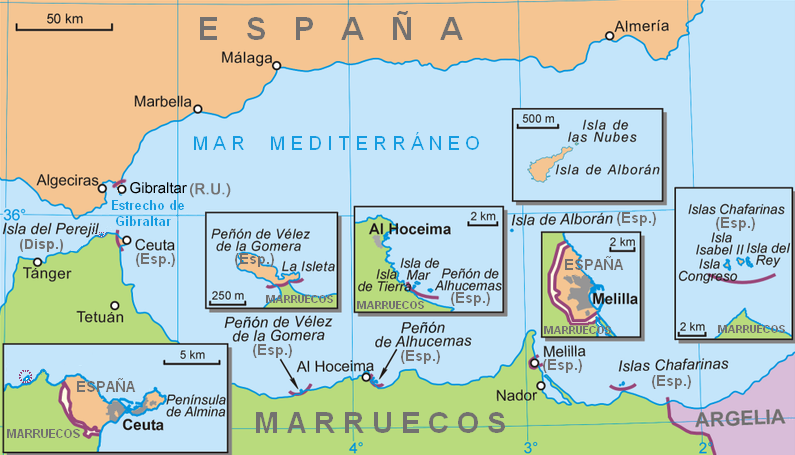
Possessões espanholas no norte de África.

## Dados gerais
- Localização: 35° 55' N 3° 2' O
- Área: c. 71,200 m². Ao pé da ilha fica o Ilhéu de La Nube[3].
- Altitude: A ilha é uma plataforma plana que atinge apenas 15 m de elevação[5].
- Curiosidades: Em adição ao seu valor estratégico, por volta de 1960 alguns supostos navios de pesca da União Soviética tentaram instalar uma base estável na ilha. Por essa razão o Exército Espanhol estabeleceu uma base permanente em Alborán para o seu controlo e protecção.

Entre as escassas construções existentes, destaca-se o farol (actualmente automatizado). A ilha conta, talvez surpreendentemente, com um campo de futebol.
Situada numa importante zona sísmica de choque entre a placa africana e a europeia, em Alborão ocorrem os epicentros de um significativo número de sismos de baixa intensidade. Em 1899 descobriu-se na ilha um novo mineral que tem o nome de alboranita.
A ilha e proximidades foram declaradas reserva marinha e reserva de pesca em 1997. Em 2003 o Parlamento andaluz aprovou por unanimidade a Lei de Declaração da Paisagem Natural de Alborão, ilhéu de La Nube e águas e fundos marinhos que a rodeiam.